# Corsage

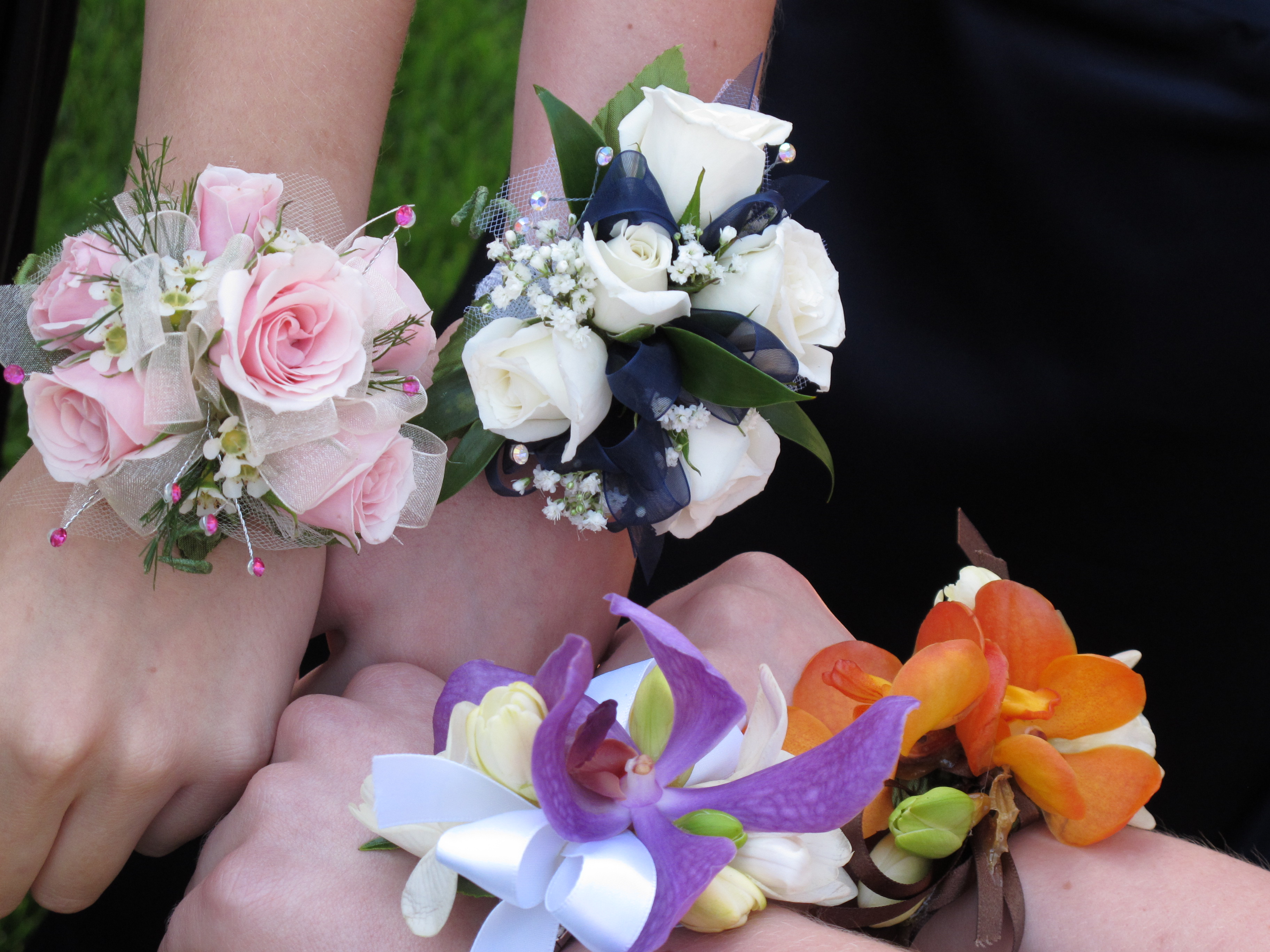
Corsage con fiori freschi

Il corsage è un braccialetto floreale usato nelle occasioni speciali quali matrimoni e feste.
A volte può sostituire il bouquet della sposa, ma in generale viene usato dalle damigelle o dalla mamma della sposa come decorazione da portare al polso. Il corsage in questo caso è coordinato ai colori e ai fiori scelti per il matrimonio.
Negli Stati Uniti d'America alla festa dell'ultimo anno (prom night), le ragazze portano al polso un braccialetto di questo tipo regalato dal proprio ragazzo. 
Il corsage può essere realizzato con fiori freschi, ma anche con fiori artificiali e spesso è accompagnato da nastri e fiocchi.